# Vláda Vladislava Ardzinby
Vláda Vladislava Ardzinby byla vůbec první vládou mezinárodně neuznané Abcházie. Postupně vznikala už před válkou v Abcházii v letech 1992 až 1993, ale oficiálně zahájila své působení až poté, co byl Vladislav Ardzinba zvolen prezidentem v roce 1994. Jeho vláda trvala 11 let až do roku 2005, kdy byl zvolen jeho nástupce Sergej Bagapš.

## Vývoj
- V noci 11. září 1995, byl místopředseda vlády Jurij Voronov zastřelen před svým domem.[1]
- 2. června 1996 odvolal prezident Ardzinba ministra vnitra Giviho Agrbu kvůli nespokojenosti s jeho prací a ministra obrany Sultana Sosnalijeva na jeho žádost o uvolnění z funkce z rodinných důvodů. Ministra vnitra pak vykonával dosavadní Ardzinbův velitel ochranky Almasbej Kčač a ministra obrany vicepremiér Vladimir Mikanba.[2]
- V dubnu 1997 podal demisi premiér Gennadij Gagulija ze zdravotních důvodů a 29. dubna jmenoval Ardzinba novým premiérem dosavadního prvního místopředsedu vlády Sergeje Bagapše.[3] Bagapše na pozici prvního místopředsedy vlády nahradil dosavadní ministr zahraničí Konstantin Ozgan, jehož na ministerstvu 30. dubna nahradil Sergej Šamba.[4] Ten se ale funkce ujal až 7. května.
- V únoru 1998 byl ministr spravedlnosti Batal Tabagva jmenován do funkce zástupce prezidenta v Abchazském lidovém shromáždění.[5] V srpnu téhož roku byl Tabagva jmenován abchazským vyslancem pro mírová jednání s Gruzií.[6]
- V březnu 1998 byl na základě prezidentského dekretu zřízen Státní výbor správy státního majetku a privatizace. Předsedou výboru byl jmenován Tamaz Gogija.[7] Dále byl o měsíc později zřízen prezidentským dekretem Státní výbor repatriace reformováním dosavadního výboru krajánků.[8]
- 16. dubna byl ministr hospodářství Konstantin Ozgan nahrazen Beslanem Kubravou, který předtím řídil abchazský daňový úřad.[9]
- V květnu 1998 Ardzinba dekretem nařídil, aby byl počet náměstků ministrů v každém resortu kromě vnitra a obrany snížen na jednoho.[10]
- Poté, co byl 13. prosince 1999 v Suchumi spáchán útok na vládní úředníky, byl Astamur Tarba odvolán z funkce ředitele Státní bezpečnostní služby a nahrazen místopředsedou Státního celního výboru Raulem Chadžimbou.[11]
- 2. února 2000 byl Jurij Akvaba jmenován vicepremiérem a na ministerském křesle zemědělství jej nahradil Anatolij Sabva. Astamur Tarba byl jmenován tajemníkem bezpečnostní rady státu.[12]
- 18. června 2001 byl ředitel Státní bezpečnostní služby Raul Chadžimba jmenován prvním místopředsedou vlády.[13] Dne 29. června Ardzinba schválil změny ve vládě, které zahrnovaly zřízení ministerstva mládeže, sportu, rekreace a turistického ruchu.[14] 2. července byl šéf Nejvyššího soudu Zurab Agumava jmenován ministrem vnitra.[15] 19. července se Vladimir Zantarija stal místopředsedou vlády, přičemž musel opustit post ministra kultury.[16]
- 17. září byl vydán prezidentský dekret kterým bylo ministerstvo zemědělství přejmenováno na ministerstvo zemědělství a potravinářství. Toho dne též jmenoval Alberta Topoljana ministrem mládeže, sportu, rekreace a turistického ruchu, čímž z funkce uvolnil úřadujícího Valerije Barcice.[17]
- 1. listopadu byl Raul Chadžimba konečně uvolněn z funkce ředitele Státní bezpečnostní služby, aby mohl dělat asistenta premiérovi naplno. Nahradil ho ministr vnitra Zurab Agumava, kterého nahradil opět Almasbej Kčač.[18][19]
- 16. května 2002 nahradil Raul Chadžimba Vladimira Mikanbu na postu ministra obrany, přičemž si ponechal funkci místopředsedy vlády.[20]
- 28. května 2002 přijal prezident demisi ředitele daňového úřadu Konstantina Ozgana, protože byl zvolen poslancem abchazského lidového shromáždění. Byl nahrazen ministrem hospodářství Adgurem Lušbou, jehož na ministerstvu vystřídal místopředseda vlády Beslan Kubrava (místopředsednickou funkci si ponechal).[21]
- 29. listopadu 2002 byl premiér Anri Džergenija prezidentem odvolán z funkce, oficiálně z důvodu nesplnění rozpočtových cílů a pro nepřipravenost na zimní období, přestože se rozpočet plnil až do září v pořádku. Džergenijovo odvolání bylo proto považováno za politicky motivované, neboť byl až příliš ambiciózní (veřejně hlásal, že se stane prezidentem) a také upřednostňoval ruské zájmy před abchazskými. Byl nahrazen ředitelem obchodní komory Gennadijem Gagulijou, jenž už jednou premiérem byl.[22][23] V následujících týdnech byli nahrazeni další představitelé vlády. 18. prosince 2002 předseda okresu Gulrypš Adgur Charazija vystřídal Džemala Ešbu na pozici ministra zemědělství a potravinářství, Astamur Adleiba nahradil Alberta Topoljana na místě ministra mládeže, sportu, rekreace a turistického ruchu, a Astamur Appba nahradil předsedu Státního výboru správy státního majetku a privatizace Tamaze Gogiju. Kromě toho byl předseda okresu Gagra Grigorij Enik jmenován Předsedou Státního celního výboru a rektor Abchazské státní univerzity Aleko Gvaramija se stal ministrem školství základního, středního i vysokého (rektorem zůstal i nadále) a ministr hospodářství a místopředseda vlády Beslan Kubrava se stal ředitelem personálního odboru vlády.[24][25]
- 2. dubna 2003 byl prezidentův vojenský poradce Givi Agrba jmenován ředitelem Státní bezpečnostní služby, kde nahradil Zuraba Agumavu.[26]
- K večeru dne 7. dubna 2003 podala celá Gagulijova vláda demisi v reakci na hromadný útěk devíti vězňů, z nichž čtyři byli odsouzeni k trestu smrti za účast v Kodorské krizi v roce 2001.[27] Prezident Ardzinba nejprve rezignaci vlády odmítal přijmout, ale byl nakonec o den později přinucen ji akceptovat.[28] Vicepezident Valerij Aršba popřel, že důvodem k rezignaci byl útěk vězňů, ale vláda rezignovala kvůli plánům opozice uspořádat rozsáhlé protesty obyvatel.[29] 22. dubna 2003 byl novým premiérem jmenován Raul Chadžimba.[30] 1. května prezident schválil novou, téměř nezměněnou podobu vlády. Tajemník bezpečnostní rady státu Astamur Tarba se stal místopředsedou vlády místo Chadžimby, stejně tak byla do úřadu místopředsedkyně vlády jmenována viceguvernérka abchazské národní banky Emma Tanijová.[31] 5. května byl Vjačeslav Ešba jmenován novým ministrem obrany místo Chadžimby a několik dalších ministrů ze staré vlády bylo potvrzeno ve funkci.[32] 8. května proběhlo ještě několik změn: Abesalom Beja se stal ministrem vnitra namísto Kčače, starosta Nového Athosu Vitalij Smyr se stal ministrem zemědělství, Konstantin Tužba ministrem hospodářství a Oleg Bocijev ředitelem personálního odboru.[33] 6. června byl Almasbej Kčač jmenován tajemníkem bezpečnostní rady státu.[34]
- 1. září 2003 podal demisi ministr školství Aleko Gvaramija. 15. září však Valerij Aršba, vykonávající prezidentský úřad místo zdravotně indisponovaného Ardzinby, oznámil, že ještě stále neobdržel Gvaramijovu demisi.[35] Až teprve 13. listopadu prezident Ardzinba konečně jmenoval nového ministra: Taliho Džapvu.[36]
- 15. prosince 2003 vyměnil prezident ředitele prezidentské kanceláře, Mirona Agrbu nahradil Gennadijem Gagulijou.[37]
- 9. ledna 2004 vydal prezident dekret na vytvoření Státního lesnického výboru.[38]
- 15. června 2004 podali demisi ministr zahraničí Sergej Šamba, první místopředseda vlády Astamur Tarba a už o něco dříve i ředitel Státní bezpečnostní služby Givi Agrba, čímž reagovali na vraždu Garriho Aiby, možného kandidáta opozice na prezidenta.[39] Tarba nakonec demisi stáhnul,[40] Šamba byl dočasně nahrazen svým náměstkem Gveorgujem Otyrbou dne 18. června,[41] a od 28. července Igorem Achbou.[42] 7. července byl přijata i Agrbova demise a nahradil jej Michail Tarba.[43] Ředitel prezidentské kanceláře Gennadij Galulija též nabídl svou funkci k dispozici dne 18. června z důvodu, že nechtěl být součástí Chadžimbovy prezidentské předvolební kampaně.[44]
- 10. listopadu 2004 jmenoval Ardzinba dosavadní místopředsedkyni vlády Emmu Tanijovou úřadující guvernérkou Abchazské národní banky.[45]
- 14. prosince 2004 byl Vladislav Ardzinba stále ještě ve funkci prezidenta, přestože už mu skončilo druhé funkční období, ale kvůli problémům při volbě jeho nástupce stále setrvával a rozhodl se k dalším změnám ve vládě. Sergej Matosjan se stal ministrem nově zřízené portfeje pro mimořádné situace. Dále zrušil ministerstvo mládeže, sportu, rekreace a turistického ruchu, jehož úkoly rozdělil mezi ostatní ministerstva. Sergej Šamba se stal znovu ministrem zahraničí a on spolu s Viktorem Chilčevským se stali místopředsedy vlády, přičemž byli odvoláni i zbývající místopředsedové Astamur Tarba a Vladimir Zantarija.[46][47] Zantarija byl 15. prosince jmenován ředitelem nově založeného Úřadu pro tisk, informace a telekomunikace. Gennadij Stěpanov se stal ministrem spravedlnosti namísto Tengize Lakerbaji.[48]
- 1. února 2005 přijal Ardzinba demisi ministra školství Taliho Džopvy, jehož dočasně nahradila ve funkci jeho náměstkyně Natalia Kajunová.[49]

## Seznam členů vlády
| Prezidentská kancelář                                                                            |                                                        |                                                        |                                                        |                                                        |                                                        |                                                          |                                                          |                                                          |                                                          |                                                          |                                                        |
| Prezident Abcházie                                                                               | Vladislav Ardzinba 26. listopadu 1994 - 12. února 2005 | Vladislav Ardzinba 26. listopadu 1994 - 12. února 2005 | Vladislav Ardzinba 26. listopadu 1994 - 12. února 2005 | Vladislav Ardzinba 26. listopadu 1994 - 12. února 2005 | Vladislav Ardzinba 26. listopadu 1994 - 12. února 2005 | Vladislav Ardzinba 26. listopadu 1994 - 12. února 2005   | Vladislav Ardzinba 26. listopadu 1994 - 12. února 2005   | Vladislav Ardzinba 26. listopadu 1994 - 12. února 2005   | Vladislav Ardzinba 26. listopadu 1994 - 12. února 2005   | Vladislav Ardzinba 26. listopadu 1994 - 12. února 2005   | Vladislav Ardzinba 26. listopadu 1994 - 12. února 2005 |
| Viceprezident                                                                                    | Valerij Aršba 5. ledna 1995 - 12. února 2005           | Valerij Aršba 5. ledna 1995 - 12. února 2005           | Valerij Aršba 5. ledna 1995 - 12. února 2005           | Valerij Aršba 5. ledna 1995 - 12. února 2005           | Valerij Aršba 5. ledna 1995 - 12. února 2005           | Valerij Aršba 5. ledna 1995 - 12. února 2005             | Valerij Aršba 5. ledna 1995 - 12. února 2005             | Valerij Aršba 5. ledna 1995 - 12. února 2005             | Valerij Aršba 5. ledna 1995 - 12. února 2005             | Valerij Aršba 5. ledna 1995 - 12. února 2005             | Valerij Aršba 5. ledna 1995 - 12. února 2005           |
| Ředitel prezidentské kanceláře                                                                   | Miron Agrba ? - 15. prosince 2003                      | Miron Agrba ? - 15. prosince 2003                      | Miron Agrba ? - 15. prosince 2003                      | Miron Agrba ? - 15. prosince 2003                      | Miron Agrba ? - 15. prosince 2003                      | Miron Agrba ? - 15. prosince 2003                        | Miron Agrba ? - 15. prosince 2003                        | Miron Agrba ? - 15. prosince 2003                        | Gennadij Gagulija 15. prosince 2003 - 18. června 2004    | Emma Avidzbová červen 2014? - 12. února 2005             | Emma Avidzbová červen 2014? - 12. února 2005           |
| Tajemník bezpečnostní rady státu                                                                 | ?                                                      | ?                                                      | ?                                                      | ?                                                      | Astamur Tarba 2. února 2000 - 1. května 2003           | Astamur Tarba 2. února 2000 - 1. května 2003             | Astamur Tarba 2. února 2000 - 1. května 2003             | Astamur Tarba 2. února 2000 - 1. května 2003             | Almasbej Kčač 6. června 2003 - 17. února 2005            | Almasbej Kčač 6. června 2003 - 17. února 2005            | Almasbej Kčač 6. června 2003 - 17. února 2005          |
| Ředitel Státní bezpečnostní služby                                                               | Astamur Tarba 1993 - prosinec 1999                     | Astamur Tarba 1993 - prosinec 1999                     | Astamur Tarba 1993 - prosinec 1999                     | Astamur Tarba 1993 - prosinec 1999                     | Raul Chadžimba prosinec 1999 - 1. listopadu 2001       | Raul Chadžimba prosinec 1999 - 1. listopadu 2001         | Zurab Agumava 1. listopadu 2001 - 2. dubna 2003          | Zurab Agumava 1. listopadu 2001 - 2. dubna 2003          | Givi Agrba 2. dubna 2003 - 7. července 2004              | Michail Tarba 7. června 2004 - 28. února 2005            | Michail Tarba 7. června 2004 - 28. února 2005          |
| Vláda                                                                                            |                                                        |                                                        |                                                        |                                                        |                                                        |                                                          |                                                          |                                                          |                                                          |                                                          |                                                        |
| Předseda vlády                                                                                   | Gennadij Gagulija leden 1995 - 29. dubna 1997          | Gennadij Gagulija leden 1995 - 29. dubna 1997          | Sergej Bagapš 29. dubna 1997 - 20. prosince 1999       | Sergej Bagapš 29. dubna 1997 - 20. prosince 1999       | Vjačeslav Cugba 20. prosince 1999 - 30. května 2001    | Anri Džergenija 7. června 2001 - 29. listopadu 2002      | Anri Džergenija 7. června 2001 - 29. listopadu 2002      | Gennadij Gagulija 29. listopadu 2002 - 8. dubna 2003     | Raul Chadžimba 22. dubna 2003 - 6. října 2004            | Raul Chadžimba 22. dubna 2003 - 6. října 2004            | Nodar Chašba 6. října 2004 - 14. února 2005            |
| První místopředseda vlády                                                                        | Sergej Bagapš 1995 - 29. dubna 1997                    | Sergej Bagapš 1995 - 29. dubna 1997                    | Konstantin Ozgan 1997 - 1999                           | Konstantin Ozgan 1997 - 1999                           | Beslan Kubrava 1999 - 2001                             | Raul Chadžimba 18. června 2001 - 22. dubna 2003          | Raul Chadžimba 18. června 2001 - 22. dubna 2003          | Raul Chadžimba 18. června 2001 - 22. dubna 2003          | Astamur Tarba 1. května 2003 - 2004                      | Astamur Tarba 1. května 2003 - 2004                      | funkce neobsazena                                      |
| Místopředsedové vlády                                                                            | Jurij Voronov 18. února - 11. září 1995                | Albert Topoljan 1996 - 1999                            | Albert Topoljan 1996 - 1999                            | Albert Topoljan 1996 - 1999                            | Jurij Akvaba 2. února 2000 - srpen 2001?               | Beslan Kubrava srpen 2001 - prosinec 2002                | Beslan Kubrava srpen 2001 - prosinec 2002                | Ruslan Ardzinba 9. prosince 2002 - 1. května 2003        | Emma Tanijová 1. května 2003 - 10. listopadu 2004        | Emma Tanijová 1. května 2003 - 10. listopadu 2004        | Viktor Chilčevskij 14. prosince 2004 - 24. února 2005  |
| Místopředsedové vlády                                                                            | ?                                                      | ?                                                      | Nuri Gezerdaa 1997 - 19. července 2001                 | Nuri Gezerdaa 1997 - 19. července 2001                 | Nuri Gezerdaa 1997 - 19. července 2001                 | Vladimir Zantarija 19. července 2001 - 14. prosince 2004 | Vladimir Zantarija 19. července 2001 - 14. prosince 2004 | Vladimir Zantarija 19. července 2001 - 14. prosince 2004 | Vladimir Zantarija 19. července 2001 - 14. prosince 2004 | Vladimir Zantarija 19. července 2001 - 14. prosince 2004 | Sergej Šamba 14. prosince 2004 - 24. února 2005        |
| Místopředsedové vlády                                                                            | Vladimir Mikanba 1992 - 1999                           | Vladimir Mikanba 1992 - 1999                           | Vladimir Mikanba 1992 - 1999                           | Vladimir Mikanba 1992 - 1999                           | funkce neobsazena                                      | funkce neobsazena                                        | funkce neobsazena                                        | funkce neobsazena                                        | funkce neobsazena                                        | funkce neobsazena                                        | funkce neobsazena                                      |
| Ředitel personálního odboru                                                                      | Vjačeslav Cugba ? - září 1996                          | Grigorij Enik ? - 1998                                 | Grigorij Enik ? - 1998                                 | Vjačeslav Cugba 1998? - 1999?                          | Konstantin Tužba září 2000? - 18. prosince 2002        | Konstantin Tužba září 2000? - 18. prosince 2002          | Konstantin Tužba září 2000? - 18. prosince 2002          | Beslan Kubrava 18. prosince 2002 - 8. května 2003        | Oleg Bocijev 8. května 2003 - září 2005?                 | Oleg Bocijev 8. května 2003 - září 2005?                 | Oleg Bocijev 8. května 2003 - září 2005?               |
| Ministři vlády:                                                                                  |                                                        |                                                        |                                                        |                                                        |                                                        |                                                          |                                                          |                                                          |                                                          |                                                          |                                                        |
| Ministr obrany                                                                                   | Sultan Sosnalijev 25. dubna 1993 - 2. června 1996      | Vladimir Mikanba 2. června 1996 - 16. května 2002      | Vladimir Mikanba 2. června 1996 - 16. května 2002      | Vladimir Mikanba 2. června 1996 - 16. května 2002      | Vladimir Mikanba 2. června 1996 - 16. května 2002      | Vladimir Mikanba 2. června 1996 - 16. května 2002        | Raul Chadžimba 16. května 2002 - 22. dubna 2003          | Raul Chadžimba 16. května 2002 - 22. dubna 2003          | Vjačeslav Ešba 5. května 2003 - 25. února 2005           | Vjačeslav Ešba 5. května 2003 - 25. února 2005           | Vjačeslav Ešba 5. května 2003 - 25. února 2005         |
| Ministr vnitra                                                                                   | Givi Agrba 1993 - 2. června 1996                       | Almasbej Kčač 2. června 1996 - 2. července 2001        | Almasbej Kčač 2. června 1996 - 2. července 2001        | Almasbej Kčač 2. června 1996 - 2. července 2001        | Almasbej Kčač 2. června 1996 - 2. července 2001        | Zurab Agumava 2. července - 1. listopadu 2001            | Almasbej Kčač 1. listopadu 2001 - 8. května 2003         | Almasbej Kčač 1. listopadu 2001 - 8. května 2003         | Abesalom Beja 8. května 2003 - 25. února 2005            | Abesalom Beja 8. května 2003 - 25. února 2005            | Abesalom Beja 8. května 2003 - 25. února 2005          |
| Ministr zahraničí                                                                                | Leonid Lakerbaja 29. června 1995 - 31. července 1996   | Konstantin Ozgan 31. července 1996 - 30. dubna 1997    | Sergej Šamba 7. května 1997 - 18. června 2004          | Sergej Šamba 7. května 1997 - 18. června 2004          | Sergej Šamba 7. května 1997 - 18. června 2004          | Sergej Šamba 7. května 1997 - 18. června 2004            | Sergej Šamba 7. května 1997 - 18. června 2004            | Sergej Šamba 7. května 1997 - 18. června 2004            | Gveorguj Otyrba 18. června - 28. července 2004           | Igor Achba 28. července - 14. prosince 2004              | Sergej Šamba 14. prosince 2004 - 21. března 2005       |
| Ministr financí                                                                                  | Lili Bganbová 21. prosince 1993 – 24. února 2005       | Lili Bganbová 21. prosince 1993 – 24. února 2005       | Lili Bganbová 21. prosince 1993 – 24. února 2005       | Lili Bganbová 21. prosince 1993 – 24. února 2005       | Lili Bganbová 21. prosince 1993 – 24. února 2005       | Lili Bganbová 21. prosince 1993 – 24. února 2005         | Lili Bganbová 21. prosince 1993 – 24. února 2005         | Lili Bganbová 21. prosince 1993 – 24. února 2005         | Lili Bganbová 21. prosince 1993 – 24. února 2005         | Lili Bganbová 21. prosince 1993 – 24. února 2005         | Lili Bganbová 21. prosince 1993 – 24. února 2005       |
| Ministr hospodářství Od 9. prosince 2002: Ministr hospodářství a zahraničních ekonomických věcí  | Konstantin Tužba 1995 - 1998                           | Konstantin Tužba 1995 - 1998                           | Konstantin Ozgan 1998 - 16. dubna 1998                 | Beslan Kubrava 16. dubna 1998 - prosinec 1999          | Adgur Lušba prosinec 1999 - 28. května 2002            | Adgur Lušba prosinec 1999 - 28. května 2002              | Beslan Kubrava 28. května 2002 - 9. prosince 2002        | Ruslan Ardzinba 9 prosince 2002 - 8. května 2003         | Konstantin Tužba 8. května 2003 - 25. února 2005         | Konstantin Tužba 8. května 2003 - 25. února 2005         | Konstantin Tužba 8. května 2003 - 25. února 2005       |
| Ministr zemědělství Od 17. září.2001:Ministr zemědělství a potravinářství                        | Jurij Akvaba 1995 - 2. února 2000                      | Jurij Akvaba 1995 - 2. února 2000                      | Jurij Akvaba 1995 - 2. února 2000                      | Jurij Akvaba 1995 - 2. února 2000                      | Anatolij Sabva 2. února 2000 - 19. června 2001         | Džemal Ešba 19. června 2001 - 18. prosince 2002          | Džemal Ešba 19. června 2001 - 18. prosince 2002          | Adgur Charazija 18. prosince 2002 - 8. května 2003       | Vitalij Smyr 8. května 2003 - 25. února 2005             | Vitalij Smyr 8. května 2003 - 25. února 2005             | Vitalij Smyr 8. května 2003 - 25. února 2005           |
| Ministr spravedlnosti                                                                            | Raul Džindžolija 1994 - září 1995                      | Batal Tabagva září 1995 - 18. prosince 2002            | Batal Tabagva září 1995 - 18. prosince 2002            | Batal Tabagva září 1995 - 18. prosince 2002            | Batal Tabagva září 1995 - 18. prosince 2002            | Batal Tabagva září 1995 - 18. prosince 2002              | Batal Tabagva září 1995 - 18. prosince 2002              | Tengiz Lakerbaja 18. prosince 2002 – 15. prosince 2004   | Tengiz Lakerbaja 18. prosince 2002 – 15. prosince 2004   | Tengiz Lakerbaja 18. prosince 2002 – 15. prosince 2004   | Gennadij Stěpanov 15. prosince 2004 - 7. dubna 2005    |
| Ministr zdravotnictví Od 9. prosince 2002: Ministr zdravotnictví a sociálních věcí               | Appolon Gurgulija 1994 - 1998                          | Appolon Gurgulija 1994 - 1998                          | Appolon Gurgulija 1994 - 1998                          | Ljudmila Avidzbová prosinec 1999 – 25. února 2005      | Ljudmila Avidzbová prosinec 1999 – 25. února 2005      | Ljudmila Avidzbová prosinec 1999 – 25. února 2005        | Ljudmila Avidzbová prosinec 1999 – 25. února 2005        | Ljudmila Avidzbová prosinec 1999 – 25. února 2005        | Ljudmila Avidzbová prosinec 1999 – 25. února 2005        | Ljudmila Avidzbová prosinec 1999 – 25. února 2005        | Ljudmila Avidzbová prosinec 1999 – 25. února 2005      |
| Ministr školství Od r. 2002: Ministr školství základního, středního i vysokého                   | Beslan Dbar leden 1995 – 18. prosince 2002             | Beslan Dbar leden 1995 – 18. prosince 2002             | Beslan Dbar leden 1995 – 18. prosince 2002             | Beslan Dbar leden 1995 – 18. prosince 2002             | Beslan Dbar leden 1995 – 18. prosince 2002             | Beslan Dbar leden 1995 – 18. prosince 2002               | Beslan Dbar leden 1995 – 18. prosince 2002               | Aleko Gvaramija 18. prosince 2002 - 13. listopadu 2003   | Tali Džapva 13. listopadu 2003 - 1. února 2005           | Tali Džapva 13. listopadu 2003 - 1. února 2005           | Natalia Kajunová 1. února 2005 - 10. března 2005       |
| Ministr kultury                                                                                  | Kesou Chagba 1995 - 1999                               | Kesou Chagba 1995 - 1999                               | Kesou Chagba 1995 - 1999                               | Kesou Chagba 1995 - 1999                               | Vladimir Zantarija 1999 - 19. července 2001            | Leonid Enik 2001 - 10. března 2005                       | Leonid Enik 2001 - 10. března 2005                       | Leonid Enik 2001 - 10. března 2005                       | Leonid Enik 2001 - 10. března 2005                       | Leonid Enik 2001 - 10. března 2005                       | Leonid Enik 2001 - 10. března 2005                     |
| Ministr práce a sociálních věcí                                                                  | Nikolaj Mistаkopulo ? - únor 1998?                     | Nikolaj Mistаkopulo ? - únor 1998?                     | Nikolaj Mistаkopulo ? - únor 1998?                     | Nikolaj Mistаkopulo ? - únor 1998?                     | Oleg Bocijev prosinec 1999 - 9. prosince 2002          | Oleg Bocijev prosinec 1999 - 9. prosince 2002            | Oleg Bocijev prosinec 1999 - 9. prosince 2002            | Oleg Bocijev prosinec 1999 - 9. prosince 2002            | funkce neobsazena                                        | funkce neobsazena                                        | funkce neobsazena                                      |
| Ministr daní a poplatků                                                                          | funkce neobsazena                                      | funkce neobsazena                                      | funkce neobsazena                                      | funkce neobsazena                                      | funkce neobsazena                                      | funkce neobsazena                                        | funkce neobsazena                                        | Adgur Lušba 18. prosince 2002 - 25. února 2005           | Adgur Lušba 18. prosince 2002 - 25. února 2005           | Adgur Lušba 18. prosince 2002 - 25. února 2005           | Adgur Lušba 18. prosince 2002 - 25. února 2005         |
| Ministr mládeže, sportu, rekreace a turistického ruchu                                           | funkce neobsazena                                      | funkce neobsazena                                      | funkce neobsazena                                      | funkce neobsazena                                      | funkce neobsazena                                      | Valerij Barcic 29. června 2001 - 17. září 2001           | Albert Topoljan 17. září 2001 - 18. prosince 2002        | Astamur Adleiba 18. prosince 2002 - 14. prosince 2004    | Astamur Adleiba 18. prosince 2002 - 14. prosince 2004    | Astamur Adleiba 18. prosince 2002 - 14. prosince 2004    | funkce neobsazena                                      |
| Ministr pro mimořádné situace                                                                    | funkce neobsazena                                      | funkce neobsazena                                      | funkce neobsazena                                      | funkce neobsazena                                      | funkce neobsazena                                      | funkce neobsazena                                        | funkce neobsazena                                        | funkce neobsazena                                        | funkce neobsazena                                        | funkce neobsazena                                        | Sergej Matosjan 14. prosince 2004 - 24. února 2005     |
| Předsedové státních komisí a výborů:                                                             |                                                        |                                                        |                                                        |                                                        |                                                        |                                                          |                                                          |                                                          |                                                          |                                                          |                                                        |
| Předseda Státního celního výboru                                                                 | Aleksandr Aiba 1995 - 1997                             | Aleksandr Aiba 1995 - 1997                             | Aslan Kobachija 1997 - 18. prosince 2002               | Aslan Kobachija 1997 - 18. prosince 2002               | Aslan Kobachija 1997 - 18. prosince 2002               | Aslan Kobachija 1997 - 18. prosince 2002                 | Aslan Kobachija 1997 - 18. prosince 2002                 | Grigorij Enik 18. prosince 2002 - 14. prosince 2004      | Grigorij Enik 18. prosince 2002 - 14. prosince 2004      | Grigorij Enik 18. prosince 2002 - 14. prosince 2004      | Lavrik Mikvabija 14. prosince 2004 - 24. února 2005    |
| Předseda Státního výboru správy státního majetku a privatizace                                   | funkce neobsazena                                      | funkce neobsazena                                      | funkce neobsazena                                      | Tamaz Gogija březen 1998 - 18. prosince 2002           | Tamaz Gogija březen 1998 - 18. prosince 2002           | Tamaz Gogija březen 1998 - 18. prosince 2002             | Tamaz Gogija březen 1998 - 18. prosince 2002             | Astamur Appba 18. prosince 2002 - květen 2004?           | Astamur Appba 18. prosince 2002 - květen 2004?           | Astamur Appba 18. prosince 2002 - květen 2004?           | Aleksandr Čengelija 14. prosince 2004 - 24. února 2005 |
| Předseda Státního výboru ekonomických zahraničních věcí                                          | ?                                                      | ?                                                      | ?                                                      | ?                                                      | ?                                                      | Ruslan Jazyčba srpen 2000? - 9. prosince 2002?           | Ruslan Jazyčba srpen 2000? - 9. prosince 2002?           | funkce neobsazena                                        | funkce neobsazena                                        | funkce neobsazena                                        | funkce neobsazena                                      |
| Předseda Státního výboru záležitostí krajánků Od dubna 1998: Předseda Státního výboru repatriace | Fenia Avidzbová 1995 - 1997                            | Fenia Avidzbová 1995 - 1997                            | Givi Dopva 1997 - 2000                                 | Givi Dopva 1997 - 2000                                 | Apollon Šinkuba 2000 - 27. června 2001                 | Givi Dopva 27. června 2001 - 2004                        | Givi Dopva 27. června 2001 - 2004                        | Givi Dopva 27. června 2001 - 2004                        | Givi Dopva 27. června 2001 - 2004                        | Givi Dopva 27. června 2001 - 2004                        | funkce neobsazena                                      |
| Předseda Státního výboru norem, metrologie a certifikace                                         | Nerses Nersesjan ? - 27. června 2001?                  | Nerses Nersesjan ? - 27. června 2001?                  | Nerses Nersesjan ? - 27. června 2001?                  | Nerses Nersesjan ? - 27. června 2001?                  | Nerses Nersesjan ? - 27. června 2001?                  | Elena Gunijová 27. června 2001 - 24. února 2005          | Elena Gunijová 27. června 2001 - 24. února 2005          | Elena Gunijová 27. června 2001 - 24. února 2005          | Elena Gunijová 27. června 2001 - 24. února 2005          | Elena Gunijová 27. června 2001 - 24. února 2005          | Elena Gunijová 27. června 2001 - 24. února 2005        |
| Předseda Státního výboru mládeže a sportu                                                        | ?                                                      | ?                                                      | ?                                                      | ?                                                      | Valerij Barcic únor 2000? - 29. června 2001            | Valerij Barcic únor 2000? - 29. června 2001              | funkce neobsazena                                        | funkce neobsazena                                        | funkce neobsazena                                        | funkce neobsazena                                        | funkce neobsazena                                      |
| Předseda Státního lesnického výboru                                                              | funkce neobsazena                                      | funkce neobsazena                                      | funkce neobsazena                                      | funkce neobsazena                                      | funkce neobsazena                                      | funkce neobsazena                                        | funkce neobsazena                                        | funkce neobsazena                                        | funkce neobsazena                                        | Eduard Džergenija 28. dubna 2004 - 24. února 2005        | Eduard Džergenija 28. dubna 2004 - 24. února 2005      |